# Вила Гроув (Илиноис)
Вила Гроув (енгл. Villa Grove) град је у америчкој савезној држави Илиноис. По попису становништва из 2010. у њему је живело 2.537 становника.

## Демографија
Према попису становништва из 2010. у граду је живело 2.537 становника, што је 16 (0,6%) становника мање него 2000. године.
| Група             | 2000.         | 2010.         |
| Белци             | 2.490 (97,5%) | 2.410 (95,0%) |
| Афроамериканци    | 8 (0,3%)      | 4 (0,2%)      |
| Азијати           | 2 (0,1%)      | 8 (0,3%)      |
| Хиспаноамериканци | 22 (0,9%)     | 62 (2,4%)     |
| Укупно            | 2.553         | 2.537         |